# 伊利基夫卡
49°8′28″N 28°17′27″E / 49.14111°N 28.29083°E
伊利基夫卡（烏克蘭語：Ільківка），是烏克蘭的村落，位於該國西南部文尼察州，由文尼察區負責管轄，始建於1500年，面積0.38平方公里，海拔高度260米，2001年人口456，人口密度每平方公里1,206.35人。